# Santa Fe (Andalúzia)
Santa Fe egy község Spanyolországban, Granada tartományban. Santa Fe Granada, Vegas del Genil, Las Gabias, Chimeneas, Chauchina, Fuente Vaqueros, Pinos Puente és Atarfe községekkel határos. Lakosainak száma 15 269 fő (2024).

## Népesség
A település népessége az elmúlt években az alábbi módon változott:
| Lakosok száma | 12 812 | 13 803 | 14 599 | 15 430 | 15 367 | 15 168 | 15 079 | 15 157 | 15 175 | 15 269 |
|               | 2001   | 2004   | 2006   | 2009   | 2011   | 2014   | 2016   | 2019   | 2021   | 2024   |